# Archophileurus vervex
Archophileurus vervex es una especie de escarabajo descrito por Hermann Burmeister en 1847. Se adscribe al género Archophileurus, de la subfamilia de los dinastinos (Dynastinae), familia (Scarabaeidae).